# كبسولة العزل
كبسولة العزل هي جهاز عزل أفراد قابل للطي تستخدم لتوفير العزل الطبي للمريض. تشمل الأمثلة مركبة EpiShuttle النرويجية ونظام عزل النقل (TIS) أو وحدة الاحتواء البيولوجي المحمولة (PBCM) التابعة للقوات الجوية الأمريكية، والتي تستخدم لتوفير العزل عند نقل المرضى عن طريق الجو. 

### الهيكل
تتألف الكبسولات من هيكل شفاف مغلق الإحكام ، يسمح بمراقبة المريض و تقديم الرعاية اللازمة دون التعرض المباشر للفيروس. كما أنها مزودة بمرشحات هواء و أنظمة تهوية خاصة لضمان بيئة عمل آمنة لكل من المريض و المسعفين.
يتم توصيل الغطاء بالقاعدة بواسطة سحاب، و يتوفر فيه العديد من منافذ صندوق القفازات للسماح بالعلاج السريع للمريض. 

### تاريخ الاستخدام
تم تطوير أجهزة العزل في سبعينيات القرن العشرين لإخلاء المرضى المصابين بحمى لاسا جواً. في عام 2015، تم استخدام حاويات العزل المتنقلة البشرية (HSTI) لإخلاء العاملين الصحيين جواً أثناء وباء فيروس الإيبولا في غينيا . 
تم تطويرها خلال جائحة كوفيد-19 ، كأداة مبتكرة لنقل المصابين بالفيروس بأمان، في أبريل 2020 ، كشفت مؤسسة دبي لخدمات الإسعاف عن " كبسولة العزل المتنقلة" و هي الأولى من نوعها في الإمارات و المنطقة ، مصممة لنقل الحالات الشديدة من مصابي مع منع انتقال العدوى. 
طورت شركة Edithheathcare.in ومقرها أحمد آباد في الهند 2020-21، كبسولات عازلة بنسبة حماية 100٪ للعاملين في الخطوط الأمامية/الصحة [مستوى السلامة البيولوجية-4] ،مثل هذه الوحدات لعزل المرضى المصابين بالعدوى.

### النقد
خلصت مراجعة لـ 14 دراسة ذات صلة إلى أن استخدام حاويات العزل لنقل مرضى كوفيد-19 لن يكون مناسبًا عادةً لأن استخدام أقنعة الأكسجين وغيرها من الاحتياطات الأقل تطلبًا سيكون كافياً.  و عدا انه أشار بعض الخبراء إلى ان هذه الإجراءات قد تؤثر سلبًا على الصحة النفسية للأفراد و تزيد من مشاعر الوحدة و القلق .
كانت هناك نقاشات حول التوازن بين تدابير العزل و الحفاظ على النشاط الاقتصادي و الاجتماعي ، حيث اعتبر بعض القادة أن إجراءات العزل صارمة قد تؤثر سلبًا على الاقتصاد تزيد من معدلات البطالة. 
في أثناء جائحة كوفيد-19 ، أنشأت مستشفيات هيئة الخدمات الصحية الوطنية في المملكة المتحدة مناطق استقبال منفصلة، والتي كانت تسمى وحدات العزل، ولكنها كانت في العادة عبارة عن أماكن إقامة مؤقتة مثل كابينة متنقلة أو خيمة، دون ميزات تقنية خاصة، لمجرد أنها تقع على مسافة من المرافق الدائمة. 

### الصور
صور تظهر شكل الكبسولات العازلة : 

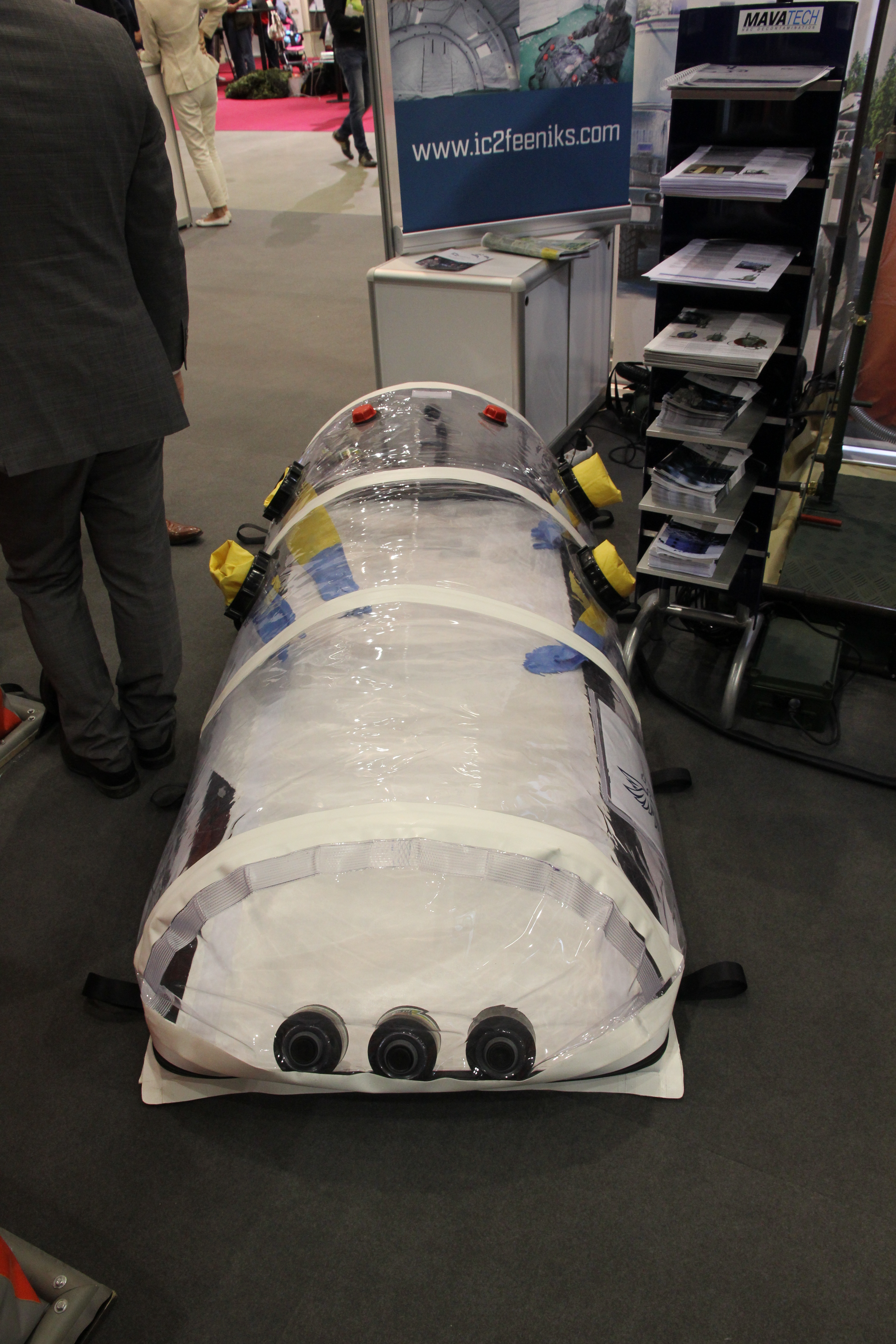
جراب مصمم لعزل المخاطر الكيميائية والبيولوجية والإشعاعية والنووية (CBRN)
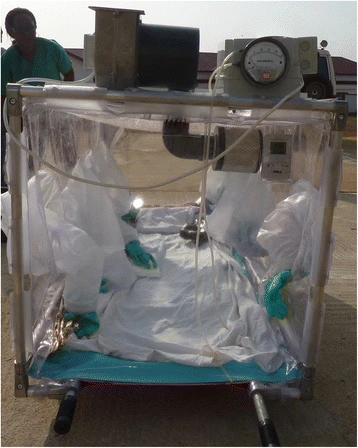
جراب HSTI-TCOL المستخدم في غينيا أثناء تفشي الإيبولا